# 1133 Lugduna
(1133) Lugduna (voorlopige aanduiding 1929 RC1) is een planetoïde in de planetoïdengordel tussen de planeten Mars en Jupiter. Lugduna is de Latijnse benaming voor de Nederlandse stad Leiden en werd ontdekt door Hendrik van Gent in Johannesburg op 13 september 1929. 